# Dominique Chignoli
Dominique Chignoli (né le 23 mai 1964 à Pantin,) est un coureur cycliste et directeur sportif français.

## Biographie
Dominique Chignoli commence le cyclisme en 1974 dans un club de Neuilly-Plaisance, en Seine-Saint-Denis. Il continue ensuite sa carrière au VC Bry-sur-Marne, à l'AC Boulogne-Billancourt, à l'AS Corbeil-Essonnes, au Paris Cycliste Olympique et au CSM Persan. Durant cette période, il se distingue chez les amateurs en obtenant plusieurs victoires et places d'honneur. Il termine également dans les dix premiers de la Course de la Paix en 1990 et 1992, avec l'équipe de France amateurs. 
Entre 1995 et 1997, il travaille comme directeur sportif au sein de divers clubs parisiens. Il arrête définitivement la compétition en juillet 1999. Il ne quitte pas le monde du vélo et redevient directeur sportif en 2000 dans les Yvelines.

## Palmarès
- 1986
  - Circuit des Monts du Sud
- 1988
  - 3e du Prix de la Saint-Laurent
- 1989
  - 4e étape du Tour de la Vienne
  - 4e et 5e (contre-la-montre) étapes du Tour de l'Ain[4]
  - 2e de Paris-Fécamp
  - 3e du Tour du Hainaut occidental
  - 3e du Tour de Gironde
  - 3e du Tour de l'Ain
- 1990
  - 2e du Circuit des Mines
  - 3e de Paris-Fécamp
- 1991
  - 4e étape du Tour de Tarn-et-Garonne (contre-la-montre)
  - Tour de La Réunion
  - 2e du Tour de Tarn-et-Garonne
- 1992
  - Tour de La Réunion
  - 2e de l'Élan Breton